# Mikołaj Koniecpolski (zm. ok. 1626)
Mikołaj Koniecpolski herbu Pobóg (zm. ok. 1626 roku) – sędzia sieradzki w latach 1604-1624, kanonik poznański w 1572 roku.
Syn kasztelana sieradzkiego Stanisława Przedbora Koniecpolskiego i Zofii Ligęzy.